# Портстьюарт

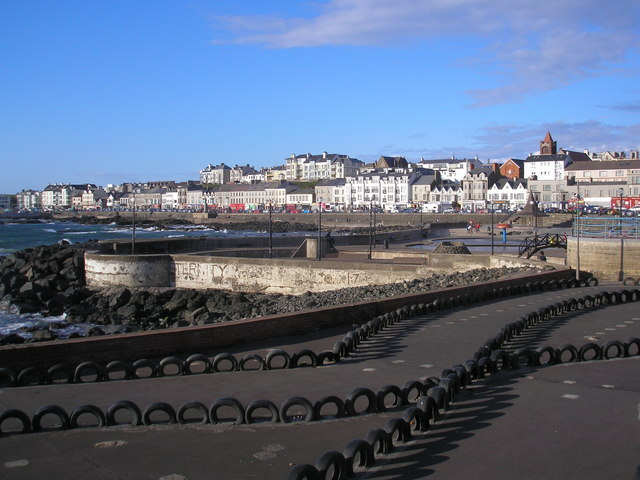
Побережье

Портстью́арт (англ. Portstewart, ирл. Port Stíobhaird) — малый город района Колрейн, находящийся в графстве Лондондерри Северной Ирландии.

## Демография
Портстьюарт определяется Northern Ireland Statistics and Research Agency (NISRA) как малый таун (то есть как город с населением от 4500 до 10000 человек).